# Койвілл (Канзас)
Койвілл (англ. Coyville) — місто (англ. city) в США, в окрузі Вілсон штату Канзас. Населення — 60 осіб (2020).

## Географія
Койвілл розташований за координатами 37°41′14″ пн. ш. 95°53′45″ зх. д. / 37.68722° пн. ш. 95.89583° зх. д. (37.687218, -95.895754).  За даними Бюро перепису населення США в 2010 році місто мало площу 0,73 км², уся площа — суходіл.

## Демографія
Згідно з переписом 2010 року, у місті мешкало 46 осіб у 26 домогосподарствах у складі 8 родин. Густота населення становила 63 особи/км².  Було 34 помешкання (47/км²).
Расовий склад населення:
| - 80,4 % — білих - 2,2 % — корінних американців - 8,7 % — осіб інших рас |

До двох чи більше рас належало 8,7 %. Частка іспаномовних становила 2,2 % від усіх жителів.
За віковим діапазоном населення розподілялося таким чином: 23,9 % — особи молодші 18 років, 58,7 % — особи у віці 18—64 років, 17,4 % — особи у віці 65 років та старші. Медіана віку мешканця становила 49,6 року. На 100 осіб жіночої статі у місті припадало 84,0 чоловіків;  на 100 жінок у віці від 18 років та старших — 94,4 чоловіків також старших 18 років.
За межею бідності перебувало 16,1 % осіб, у тому числі 100,0 % дітей у віці до 18 років та 0,0 % осіб у віці 65 років та старших.
Цивільне працевлаштоване населення становило 18 осіб. Основні галузі зайнятості: освіта, охорона здоров'я та соціальна допомога — 33,3 %, науковці, спеціалісти, менеджери — 22,2 %, будівництво — 22,2 %.